# Finska mästerskapet i bandy 1990/1991
Finska mästerskapet i bandy 1990/1991 spelades som dubbelserie följd av slutspel. OLS vann mästerskapet.

## Mästerskapsserien

### Slutställning
| Lag                   | Spelade | Vinster | Oavgjorda | Förluster | Målskillnad | Poäng |
| --------------------- | ------- | ------- | --------- | --------- | ----------- | ----- |
| Botnia-69             | 18      | 14      | 0         | 4         | 113–42      | 28    |
| OLS                   | 18      | 13      | 2         | 3         | 128–59      | 28    |
| IFK Helsingfors       | 18      | 11      | 2         | 5         | 81–62       | 24    |
| Warkauden Pallo -35   | 18      | 9       | 4         | 5         | 62–46       | 22    |
| OPS                   | 18      | 10      | 1         | 7         | 81–73       | 21    |
| Veitsiluodon Vastus   | 18      | 7       | 3         | 8         | 83–85       | 17    |
| Porin Narukerä        | 18      | 6       | 2         | 10        | 61–79       | 14    |
| Lappeenrannan Veiterä | 18      | 7       | 0         | 11        | 67–90       | 14    |
| Porvoon Akilles       | 18      | 4       | 3         | 11        | 59–86       | 11    |
| Mikkelin Kampparit    | 18      | 0       | 1         | 17        | 50–163      | 1     |

### Kvalspel
Kvalet avgjordes i dubbelmöten. 
| Lag 1              | Resultat | Lag 2      | Match 1 | Match 2 |
| ------------------ | -------- | ---------- | ------- | ------- |
| Mikkelin Kampparit | 14–5     | PaSa Bandy | -       | -       |
| Porvoon Akilles    | 30–5     | ToPV       | -       | -       |

### Grundseriens skytteliga
| Placering | Spelare          | Lag    | Mål |
| --------- | ---------------- | ------ | --- |
| 1.        | Jouni Vesterinen | OLS    | 32  |
| 2.        | Samuli Niskanen  | OLS    | 28  |
| 3.        | Pauli Miettinen  | Vastus | 23  |

## Semifinaler
Semifinaler spelades i dubbelmöte, där det sämre placerade laget i serien började på hemmaplan. 
| Lag 1               | Resultat | Lag 2     | Match 1   | Match 2    |
| ------------------- | -------- | --------- | --------- | ---------- |
| Warkauden Pallo -35 | 6–15     | Botnia-69 | 4–3 (2–1) | 2–12 (0–5) |
| IFK Helsingfors     | 3–10     | OLS       | 0–2 (0–0) | 3–8 (0–4)  |

## Final
| Lag 1     | Resultat  | Lag 2 |
| --------- | --------- | ----- |
| Botnia-69 | 4–5 (1–3) | OLS   |

## Slutställning
| Placering | Lag                 |
| --------- | ------------------- |
| 1.        | OLS                 |
| 2.        | Botnia-69           |
| 3.        | IFK Helsingfors     |
| 4.        | Warkauden Pallo -35 |

## Finska mästarna
OLS: Jukka Palinsaari, Esa Kurttila, Jarkko Soronen; Kalevi Immonen, Heikki Kontturi, Sakari Puotiniemi, Jarmo Anttila, Ilkka Alatalo, Pasi Keränen; Risto Kontturi, Miikka Koivisto, Jani Mahlakaarto, Jouni Vesterinen, Toni Rämet, Pekka Mäntynenä; Jouko Kämäräinen, Samuli Niskanen, Tuukka Tieksola, Kari Koivikko, Eero Helander. Tränaret Juha Niemikorpi och Pekka Karjala.